# Anticoma strandi
Anticoma strandi är en rundmaskart som beskrevs av Allgen 1940. Anticoma strandi ingår i släktet Anticoma och familjen Anticomidae. Arten är reproducerande i Sverige. Inga underarter finns listade i Catalogue of Life.